# Neoplan Centroliner Evolution

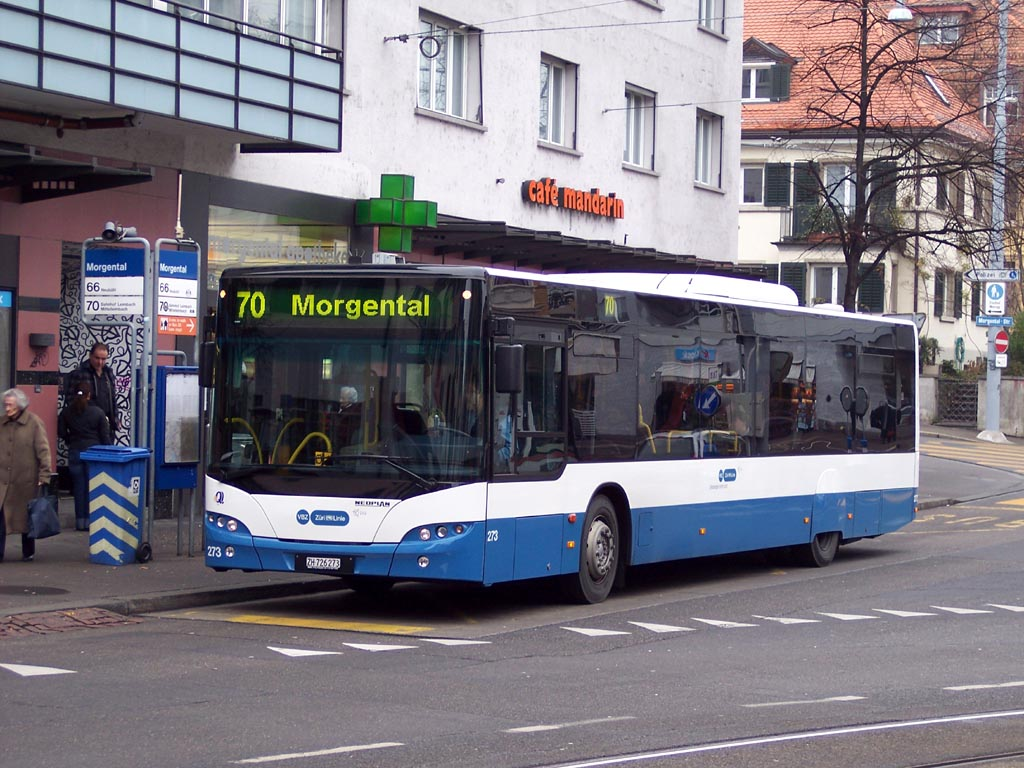
N 4516 in Zürich

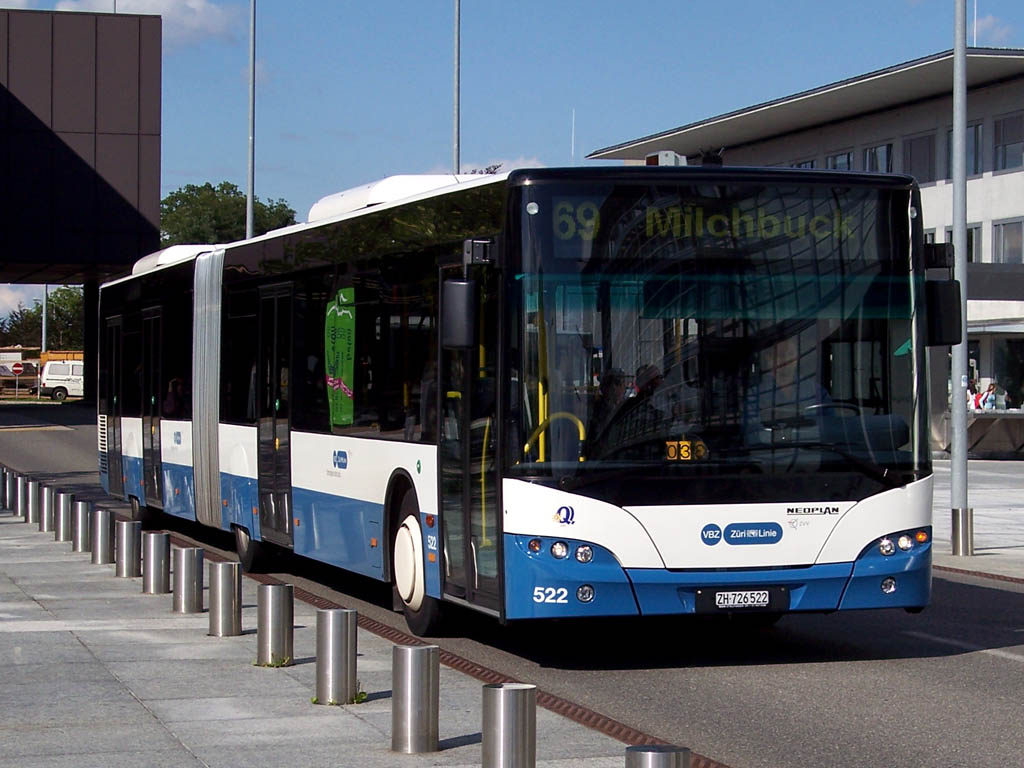
N 4522 in Zürich

Centroliner Evolution (auch als Centroliner E bezeichnet) ist eine niederflurige Linienbus-Modellreihe von Neoplan, die von 2003 bis 2008 hergestellt wurde und den herkömmlichen Centroliner ablöste.

## Entwicklung
Im Zuge der 2001 erfolgten Übernahme von Neoplan durch MAN endete bei Neoplan die Entwicklung eigenständiger Stadtlinienbusse in Standardgrößen, es entstand stattdessen der auf MAN-Fahrgestellen basierende Centroliner Evolution. Fahrwerk, Antriebseinheit und die meisten Aufbauteile sind baugleich mit der Lion’s-City-Serie von MAN. Durch den modularen Aufbau konnten Einsparungen bei den Produktionskosten erreicht werden.
Mit dem N 4522 wurde im September 2002 das erste Fahrzeug der neuen Modellreihe vorgestellt. Die Serienproduktion begann 2003, wobei die Fahrzeuge größtenteils in den polnischen Werken MAN-Werken Starachowice und Sady gebaut und anschließend im Neoplan-Werk Pilsting komplettiert wurden.
Erster bedeutender Kunde des Centroliner Evolution waren die Verkehrsbetriebe Zürich, die ab 2003 insgesamt 40 Standardbusse (N 4516) und 47 Gelenkbusse (N 4522) abnahmen. Auch Connex/Veolia hat rund 50 Fahrzeuge für mehrere Tochtergesellschaften (u. a. Alpina, OVR und HVG) beschafft.
Im Jahr 2007 bestellte die Roads and Transport Authority des arabischen Emirates Dubai rund 400 Stadtbusse der Marke Neoplan, darunter 170 Doppeldecker. Zu den Gründen für die Wahl zählten der gute Ruf von Neoplan im Land und das „einzigartig attraktive Design“ der Fahrzeuge. Es entstand der speziell auf die Bedürfnisse Dubais zugeschnittene Doppeldecker Centroliner DD auf Basis des Lion’s City DD von MAN. Der Centroliner DD ist einen halben Meter höher als das aus Berlin bekannte Schwestermodell, was der Stehhöhe im Oberdeck zugutekommt. Daneben umfasste der Auftrag 150 Gelenkbusse N 4522, 75 Standardbusse N 4516 und sechs Exemplare des ebenfalls für Dubai entwickelten Midibusses N 4509 mit Göppel-Aufbau.
Nach der Neuausrichtung der Neoplan-Produktpalette, die nur noch Reisebusse umfassen soll, wurde die Centroliner-Reihe im Frühjahr 2008 aus dem Programm genommen.

## Varianten
Der Centroliner Evolution wurde in folgenden Varianten produziert:
| Modell   | Typ               | Ausführung       | Länge     | Breite   | Höhe                   | Achsen | Türen   |
| -------- | ----------------- | ---------------- | --------- | -------- | ---------------------- | ------ | ------- |
| N 4509   | 456 (= MAN A35)   | Midibus          | 9.665 mm  | 2.380 mm | 2.880 mm 2/ 2.985 mm 3 | 2      | ?       |
| N 4516   | 486 (= MAN A21)   | Stadtbus         | 11.950 mm | 2.500 mm | 2.880 mm 2/ 2.985 mm 3 | 2      | 2, 3    |
| N 4516 T | 487 (= MAN A37) 1 | Stadtbus         | 11.950 mm | 2.500 mm | 2.880 mm 2/ 2.985 mm 3 | 2      | 2, 3    |
| N 4516 P | 466 (= MAN A20)   | Überlandbus      | 11.950 mm | 2.500 mm | 2.880 mm 2/ 2.985 mm 3 | 2      | 2       |
| N 4520 P | 467 (= MAN A25)   | Überlandbus lang | 14.675 mm | 2.500 mm | 2.880 mm 2/ 2.985 mm 3 | 3      | 2       |
| N 4521   | 489 (= MAN A23)   | Gelenkbus        | 17.950 mm | 2.500 mm | 2.880 mm 2/ 2.985 mm 3 | 3      | 3, 4    |
| N 4522   | 489 (= MAN A23)   | Gelenkbus lang   | 18.720 mm | 2.500 mm | 2.880 mm 2/ 2.985 mm 3 | 3      | 3, 4, 5 |
| N 4526   | 488 (= MAN A39)   | Doppeldeckerbus  | 13.730 mm | 2.550 mm | 4.560 mm 3             | 3      | 3       |

Neben MAN-Dieselmotoren waren auch Erdgasmotoren erhältlich. Bei diesen Ausführungen wird der Modellbezeichnung jeweils ein CNG nachgestellt, z. B. als N 4516 CNG.